# Haitianisch-seychellische Beziehungen
Die haitianisch-seychellischen Beziehungen beschreiben das bilaterale Verhältnis zwischen der Republik Haiti einerseits und der Republik Seychellen andererseits.
Die im Jahr 1804 von Frankreich unabhängig gewordene Republik Haiti und die im Jahr 1976 vom Vereinigten Königreich in die Selbstständigkeit entlassene Republik Seychellen unterhalten seit dem Jahr 2000 diplomatische Beziehungen.
Weder auf diplomatischer noch auf konsularischer Ebene wurden Auslandsvertretungen im jeweils anderen Land eingerichtet.
Die formalisierten Beziehungen beschränkten sich auf Beileidsbekundungen der Präsidenten der Seychellen (James Alix Michel 2004 bis 2016 und Wavel Ramkalawan seit 2020) zum Erdbeben in Haiti 2010, zu den Verwüstungen, die der Hurrikan Matthew im Jahr 2016 in Haiti verursachte, zur Ermordung des haitianischen Präsidenten Jovenel Moïse im Juli 2021 und zum Erdbeben in Haiti 2021.
Beide Länder verbindet, dass ihre Kreolsprachen (kreyòl aysisyen und kreol Seselwa) die einzigen offiziell anerkannten, auf dem Französischen basierenden Idiome ihrer Art sind.
Im April 2013 fand in Port-au-Prince eine Konferenz des Wirtschaftsforums für den Privatsektor, die vom Wirtschafts- und Finanzministerium sowie dem Tourismusministerium Haitis unterstützt wurde, statt, auf der Bemühungen, private Investitionen anzuziehen, um Arbeitsplätze und Wohlstand zu schaffen, diskutiert wurden. Als Beispiele dienten die Seychellen und Mauritius. Der Staatssekretär des Finanzministeriums der Seychellen, Bertrand Belle, nahm ebenso wie sein Kollege aus Mauritius als Hauptredner teil.